# 若年被害女性等支援事業
若年被害女性等支援事業（じゃくねんひがいじょせいとうしえんじぎょう）は、日本で「様々な困難を抱えた若年女性」を対象に、公的機関と民間団体が密接に連携し、「アウトリーチ支援」や「居場所の確保」などを通じたアプローチを実施することで、女性の自立を推進する事業である。

## 概要
2018年度から「若年被害女性等支援モデル事業」として始まり、日本政府が制度を創設し、都道府県や市、特別区が実施主体となっている。2021年度から現名称の事業となった。都県や市から、若い女性の女性を支援する社会福祉法人などの民間団体に事業を委託して実施され、夜間見回りや声かけ、一時的な「安全・安心な居場所」の提供などの活動を支援している 。しかし、東京都で委託費の不正利用や政治活動をしていたことから注目を集めた。それを受けて、平成三十年度の事業開始から令和四年度までの委託事業から補助事業制度に改正され、資金を受けた団体は宗教及び政治活動をしないことへの宣誓が定められた。

### 定義
事業の対象者は、性暴力や虐待等の被害に遭うか、被害に遭うおそれのある主に10〜20代の女性とされている。厚生労働省による若年被害女性党支援事業実施要綱はこれらの女性を「若年被害女性等」と定義している。しかし、政策評価の欠如、透明性の欠如、支援の適切性が問題となっている。若年被害⼥性等⽀援事業において、日本政府は若年被害⼥性等⽀援事業に関する検証作業や政策効果の確認を一切していないと回答している。そのため、評価結果の公表、事後評価の義務化、民間団体を介さない直接支援への改正が提案されている。

### 事業スキームの種類
実施されている事業のスキームは以下の4項目である。
アウトリーチ支援
困難を抱えた若年被害女性について、主に夜間見回り等による声掛けや、相談窓口における相談支援等を実施する。具体的には深夜の繁華街などを巡回し、家に帰れずにいる女性などに声かけすることや、電話やメール、LINEでの相談窓口の開設などがある。
関係機関連携会議
行政機関、民間団体、医療機関などで構成する会議を設置し、支援内容に関する協議や事例検証などを行い、公的機関と民間団体が相互に情報共有する。厚生労働省の事業実施要綱では月1回程度の開催が望ましいと定めている。
居場所の確保
一時的に安心・安全な居場所で支援することが必要になった若年被害女性について、1〜2日程度の居場所の提供や食事の提供などの日常生活の支援を行うとともに、不安や悩みに対する相談支援をする。
自立支援
継続的な支援が必要な女性や、居場所支援が長期化した女性に対し、居住地や就業に関する情報の提供や助言など、必要な自立に向けた支援をする。具体的には学校や家族との調整、就労支援、医療機関との連携による支援などが行われる。

### 事業の実施方法
都道府県や市、特別区が実施主体となり、国がその経費の2分の1を補助している。実施する都道府県などは、上記のスキーム4項目のうち「関係機関連携会議」以外の3項目を、社会福祉法人やNPO法人などに委託できる。ただし、年間を通じて支援をできる団体であることが条件であり、宗教活動や政治活動が目的の団体や、暴力団関係団体などは対象とならない。

## 推移・制度改正
2017年12月、自由民主党と公明党の「性犯罪・性暴力被害者の支援体制充実に関するプロジェクトチーム」は「性犯罪・性暴力被害根絶のための10の提言」を政府に提出した。提言の1つとして、「10代、20代の女性は性暴力にあっても、誰にも相談できず、自分だけで抱え込み、顕在化しにくく、支援になかなかつながらない。被害を未然に防ぐため、こうした若年性暴力被害者の実態及び相談・支援の現状を把握し、今後の相談・支援のあり方について検討を行うこと」を求めた。当時の厚生労働大臣の加藤勝信は2018年1月31日の参議院予算委員会で、同年度予算について「地方自治体に対する補助事業として若年被害女性等支援モデル事業の創設を盛り込んでいる。具体的には、民間支援団体による夜間の夜回り、声掛けなどのいわゆるアウトリーチ支援、居場所の確保、相談支援の実施に対してこれは助成を行う、それから民間支援団体、地方自治体、ハローワークなどの関係機関が連携して支援するための会議を設置する、こういったことを想定をし、具体的なモデルになるような体制をまず構築をし、それを全国展開を図っていきたい」と表明した。こうして18年度からモデル事業が開始された。

### 委託制度から補助制度への改正
2022年に東京都の調査により、一般社団法人Colaboの会計において全体の事業経費のうち192万円が経費とは認められないという結果が公表され、加藤勝信厚生大臣は、調査結果や補助金等に係る予算の執行の適正化に関する法律の趣旨を踏まえ、どのような対応が今後必要か検討していくことが必須になると表明した。東京都の再調査は住民監査請求をきっかけに実施されたが、東京都に対する住民監査請求が認められたのは、2016年に舛添要一元都知事へ公用車私的利用に関する経費返還請求の時以来であった。2024年6月に都議会厚生委員会でも問題視されており、委託費の不正利用への監査請求、委託先でNPO法人代表があからさまな政治活動をしていたことから注目を集めてしまったことが指摘された。若年被害女性等支援事業での相談件数自体は増加しているものの、アウトリーチは伸び悩み、居場所提供数も3日に1人程度となっている。都側は、平成三十年度(2018年)の事業開始から令和四年度(2022年)まで委託事業であったが、事業の効果を一層高めていくため、委託事業と比較すると「より柔軟な事業の実施が可能」であるとして、2024年度から補助事業に変更したと回答している。補助事業となってからは、支援対象の若い人たちが食い物にされないような事業とするため、補助金を受ける団体へ宗教及び政治活動はしないという宣誓文が導入された。

## 実施自治体と受託団体
東京都
東京都では平成30年度(2018年)の事業開始から令和4年度(2022年)まで委託事業として実施していた。しかし、都が委託契約を結んでいた団体の会計報告に関する住民監査請求を受けて、監査委員が会計報告への再調査勧告を行った。そのため、明確な使途や補助率も決められている「補助制度」への改正が提案された。令和6年度から「宗教及び政治活動はしない」という宣誓文が必要となる補助制度が実施された。
- BONDプロジェクト（NPO法人、2018年〜）
- Colabo（一般社団法人、2018年〜）
- 若草プロジェクト（一般社団法人、2021年〜）
- ぱっぷす（NPO法人、2021年〜）

福岡県
- そだちの樹（NPO法人、2019年〜）

札幌市
- さっぽろ青少年女性活動協会（公益財団法人、2019年〜）

掲載は2021年度時点